# Lon Non
Lon Non (1930 – 1975) là chính trị gia và sĩ quan quân đội Campuchia từng nắm giữ nhiều chức vụ quan trọng và có những hoạt động chính trị nổi bật trong suốt thời kỳ Cộng hòa Khmer. Ông chính là em trai của Thủ tướng (về sau là Tổng thống) Lon Nol. Giới chính trị thường gọi ông là "Anh Nhỏ" (tiếng Pháp: Petit Frere), được coi là một nhân vật tượng trưng cho sự xảo quyệt và là người bảo vệ độc quyền đối với quyền lực của người anh trai. Lon Non bị các thành viên của lực lượng Khmer Đỏ hành quyết khi phe Cộng sản chiếm thủ đô Phnôm Pênh vào tháng 4 năm 1975.

## Tiểu sử

### Thuở ban đầu
Lon Non sinh ngày 18 tháng 4 năm 1930 tại tỉnh Prey Veng, là con trai của Lon Hin, một quan chức huyện Campuchia. Ông vào học Trường Cao đẳng Norodom Sihanouk ở Kampong Cham, tại đây ông có mối quan hệ khá thân thiết với người bạn cùng lớp là Saloth Sar mà về sau được biết đến với cái tên Pol Pot. Sau đó, được sự bảo trợ của người anh trai, ông đã hoàn thành việc giáo dục ở Pháp, nơi ông nghiên cứu về tội phạm học.

### Sự nghiệp chính trị
Dưới sự quản lý của Hoàng thân Norodom Sihanouk, Non được bổ nhiệm làm viên sĩ quan cảnh sát quân sự và đạt cấp bậc thiếu tá. Sau cuộc đảo chính Campuchia năm 1970, Sihanouk bị tướng Lon Nol lật đổ, chẳng mấy chốc Lon Nol leo lên chức vụ Thủ tướng và Non nhanh chóng thăng tiến trong sự nghiệp chính trị nhờ sự hậu thuẫn của ông anh. Dù thiếu kinh nghiệm quân sự đáng kể, Non vẫn được thăng lên cấp bậc đại tá và cuối cùng là đại tướng, những thành phần của lực lượng dân quân do người Mỹ huấn luyện là Khmer Krom và Khmer Serei, đã bay về nước sau cuộc đảo chính, được đặt dưới chỉ huy của ông. Cuộc thảm sát thường dân Việt Nam tại Campuchia trong giai đoạn sau đảo chính được cho là đã được thực hiện bởi quân đội dưới sự chỉ đạo của Lon Non.
Động cơ chính trị của Non dường như một phần bắt nguồn từ lòng trung thành không thay đổi với người anh trai Lon Nol và âm mưu của ông chống lại một nhân vật khác của cuộc đảo chính là hoàng thân Sisowath Sirik Matak, đã gây ra sự chia rẽ nghiêm trọng trong chính quyền Campuchia. Trong khi Lon Nol có vấn đề về sức khỏe vào năm 1970 và 1971, nhưng anh trai ông và quân đội đã thể hiện lập trường vững chắc là họ sẽ chấp nhận không có nhà lãnh đạo nào khác và những nỗ lực bên lề của Sirik Matak, người được trao danh hiệu "Đại biểu-Thủ tướng Chính phủ". Năm 1971, Non nhằm nâng cao vị thế chính trị của riêng ông bằng cách chỉ đạo một hoạt động quân sự thành công gọi là Akineth Moha Padevuth, đuổi các nhóm du kích phe Cộng sản từ các ngôi làng xung quanh quốc lộ 3 (Akineth là một thuật sĩ và ẩn sĩ ở Reamker là người mà Non đã tự mô hình hóa chính mình).
Đầu năm 1972, Lon Non cuối cùng cũng tước bỏ quyền hành của Sirik Matak trong chính phủ sau khi tổ chức một nhóm các sinh viên, học sinh biểu tình chống lại ông. Khi đó vào năm 1972, cuộc bầu cử tổng thống được tổ chức, Non tự hào rằng cuộc bỏ phiếu khối Quân đội Quốc gia Khmer đã giành chiến thắng chắc chắn của anh trai mình. Cuộc bỏ phiếu đã mang lại cho ông chức vụ Bộ trưởng Bộ Nội vụ, đồng thời còn thành lập Sangkum Sathéaranak Râth (Đảng Cộng hòa Xã hội, viết tắt là PSR) là một tổ chức chính trị đại diện cho lợi ích của Lon Nol và sĩ quan phe đảo chính. Đối thủ hai đảng, Đảng Dân chủ của In Tam và Đảng Cộng hòa của Sirik Matak, từ chối tranh cãi về cuộc bầu cử Quốc hội vào tháng 9 năm 1972, dẫn đến sự thống trị của PSR.
Đảng của phe cánh Lon Non được gọi là nhóm Dangkor, nhằm phân biệt với một phe đối thủ khác là Dangrek tập trung vào cựu chiến binh cực đoan Sơn Ngọc Thành và viện sĩ Hang Thun Hak. Trong thời gian diễn ra cuộc nội chiến Campuchia, Non xuất hiện nhằm vạch kế hoạch để phá vỡ ảnh hưởng của nước Cộng hòa nhân dân Trung Hoa trong khu vực bằng cách tìm kiếm sự giúp đỡ từ phía Liên Xô và Pháp trong việc đạt được một giải pháp hòa bình.
Bằng chứng đã được tìm thấy cho rằng Non có sự liên kết với tuyến đường buôn bán heroin quốc tế, thông qua một trại biệt kích mũ nồi xanh do CIA tổ chức huấn luyện mà ông là người đứng đầu. Ông cũng cho khai thác việc kiểm soát quân đội nhằm tích lũy tài sản cá nhân bằng cách bán vũ khí (nhiều trong số đó đã rơi vào tay của Khmer Đỏ). Non tự vây quanh mình bằng một nhóm sĩ quan thân cận có những tác động đáng kể đối với các hành vi chính trị và quân sự của nước Cộng hòa, chẳng hạn như trung tá Les Kosem và Chhim Chhuon cùng một cựu thành viên của Đảng Xã hội Chủ nghĩa Pracheachon là thiếu tá Penn Yuth.
Chính phủ Mỹ là người viện trợ chính của nước Cộng hòa, bắt đầu gia tăng sức ép lên Lon Nol để giảm ảnh hưởng của người em trai Lon Non, bị cáo buộc có liên quan về tham nhũng, thiếu sự do dự đạo đức (kết hợp với tham vọng và nghị lực bất thường) và hàm ý nghi ngờ rằng ông có dính líu đến vụ đánh bom và các cuộc tấn công vào đối thủ chính trị. Cơ quan Tình báo của Úc khẳng định rằng Non đã thành lập một đơn vị ám sát, được gọi là Tiểu đoàn An ninh Cộng hòa, sử dụng đoàn xe Honda màu vàng. Người Mỹ đề nghị các chức vụ khác nhau nhằm đoạt lấy sinh lực của Lon Non hoặc gây sức ép để buộc ông phải ra đi. Vào năm 1973, sau khi Non bị buộc phải rời khỏi Campuchia, vợ ông đã bị bắt với $170.000 trong tờ giấy bạc $100 đô la Mỹ tại Sân bay Orly ở Paris khi bà rời khỏi đất nước để đoàn tụ với người chồng ở Mỹ.

### Cái chết
Dù làm "Đại sứ lớn" ở Mỹ trong một khoảng thời gian, Lon Non quyết trở về Campuchia vào năm 1974 và tiếp tục tham gia vào các hoạt động chính trị đến mức John Gunther Dean, đại sứ Mỹ, đã sớm phàn nàn về những cuộc "vận động điên cuồng" và kêu gọi chính phủ Mỹ giúp đỡ trong việc kiểm soát ông chặt chẽ hơn. Đến tháng 4 năm 1975, Khmer Đỏ nhanh chóng tung ra cuộc tổng tiến công tràn ngập lãnh thổ Campuchia và tiến hành vây chặt thủ đô Phnom Penh, Non quyết định ở lại sau khi người anh trai buộc phải từ chức và rời khỏi đất nước sống lưu vong, cùng với Long Boret, ông đã nỗ lực làm trung gian cho một thỏa thuận ngừng bắn bất chấp cả hai bị Khmer Đỏ đe dọa xử tử. Thế nhưng, Non vẫn ở lại thành phố cho đến khi nó rơi vào tay Khmer Đỏ vào ngày 17 tháng 4 năm 1975 và bị lực lượng của họ giam giữ tại trụ sở Bộ Thông tin. Một số nhân chứng đã thấy cảnh tượng Lon Non cùng với một nhóm quan chức dưới sự bảo vệ nghiêm ngặt của đám lính gác, nhìn bề ngoài của họ gồm toàn những "trang phục hoàn hảo" với một bộ đồng phục theo nghi thức mới và hàng ria mép được cắt tỉa gọn gàng và cái tẩu hút thuốc cầm trên tay. Non tin rằng họ bắt giữ ông chủ yếu là vì còn giá trị sử dụng hữu hiệu ngụ ý rằng những người Cộng sản có mong ước làm việc với ông trong tương lai. Non cũng yêu cầu việc chịu trách nhiệm về một âm mưu của viên phi công cuối cùng trong một nhóm sinh viên, do một người khác lãnh đạo mang tên Hem Keth Dara được sắp đặt như một phe cánh của Khmer Đỏ (mang danh hiệu "Monatio", hoặc Phong trào "Quốc gia") đã cố nắm bắt các bộ phận chủ chốt của thành phố sắp tới vào tay phe Cộng sản thực sự.
Ngay sau đó, Koy Thuon, phó chỉ huy mặt trận thủ đô đã tổ chức Ủy ban Tiễu trừ Kẻ thù Nhân dân tại khách sạn Monorom. Hành động đầu tiên mà Ủy ban này làm là tiến hành tử hình ngay lập tức Lon Non và một số quan chức lãnh đạo chủ chốt của chế độ cũ sẽ bị xử tử trên sân Trung tâm Thể thao Cercle Sportif ở Phnom Penh trong vòng vài giờ, Non chết khi mới 44 tuổi. Các cơ quan phát thanh của phe Cộng sản công bố thông tin cho biết Lon Non thực ra đã bị một đám đông dân chúng căm ghét chế độ cũ lôi ra đánh cho đến chết, mặc dù sự thật của thông tin này vẫn còn mơ hồ và chưa được kiểm chứng rõ ràng.